# Dorymyrmex alboniger
Dorymyrmex alboniger är en myrart som beskrevs av Auguste-Henri Forel 1914. Dorymyrmex alboniger ingår i släktet Dorymyrmex och familjen myror. Inga underarter finns listade i Catalogue of Life.